# Дитрих II фон Мьомпелгард
Дитрих II фон Мьомпелгард (на френски: Thierry II de Montbéliard, на немски: Dietrich II Graf von Mömpelgard; * ок. 1080; † януари 1163) от фамилията на графовете на Бар от Дом Скарпон, е граф на Мьомпелгард/Момпелгард/Монбеляр (1105 – 1163).

## Живот
Той е син на граф Дитрих от Мусон († 1105), граф в Алткирх, Пфирт, на Монбеляр, Мусон, Бар и на Вердюн, и съпругата му Ерментруда Бургундска († 1105), дъщеря на граф Вилхелм I от Бургундия († 1087) и Стефания де Лонгви († 1109). Брат е на Стефан от Бар († 1162), епископ на Мец (1120 – 1163) и кардинал.
Дитрих II фон Мьомпелгард получава Графството Мьомпелгард/Монбеляр. Той има важна роля при император Хайнрих V. Основава множество манастири.

## Фамилия
Дитрих II фон Мьомпелгард се жени за Маргарета фон Клеве, дъщеря на граф Дитрих V фон Клеве († 1193) и графиня Маргарета от Холандия († сл. 1203), дъщеря на граф Флоренс III от Холандия († 1190). Те имат децата:
- Стефани фон Мьомпелгард († сл. 1131), омъжена за граф Фолмар I фон Сарверден († сл. 1149/1166)
- Маргерите де Мьомпелгард, омъжена за Вилхелм фон Хорн († сл. 1191)

От друга жена той има децата:
- Дитрих III фон Мьомпелгард († пр. 1160), женен за Гертруд фон Хабсбург († 15 февруари 1132/1134), дъщеря на граф Вернер II фон Хабсбург († 1167)
- София фон Мьомпелгард († април 1148), наследничка на Мьомпелгард, омъжена 1147 г. за граф Рихард II Мьомпелгард-Монтфокон († 1156)
- Ерментруда фон Мьомпелгард († пр. 1171), омъжена за граф Еудес де ла Роше-ен-Монтан († 1181)